# Neckera perpinnata
Neckera perpinnata là một loài rêu trong họ Neckeraceae. Loài này được Cardot & Thér. mô tả khoa học đầu tiên năm 1911.